# Perithemis intensa
Perithemis intensa är en trollsländeart som beskrevs av Kirby 1889. Perithemis intensa ingår i släktet Perithemis och familjen segeltrollsländor. Inga underarter finns listade i Catalogue of Life.